# Farstukvist

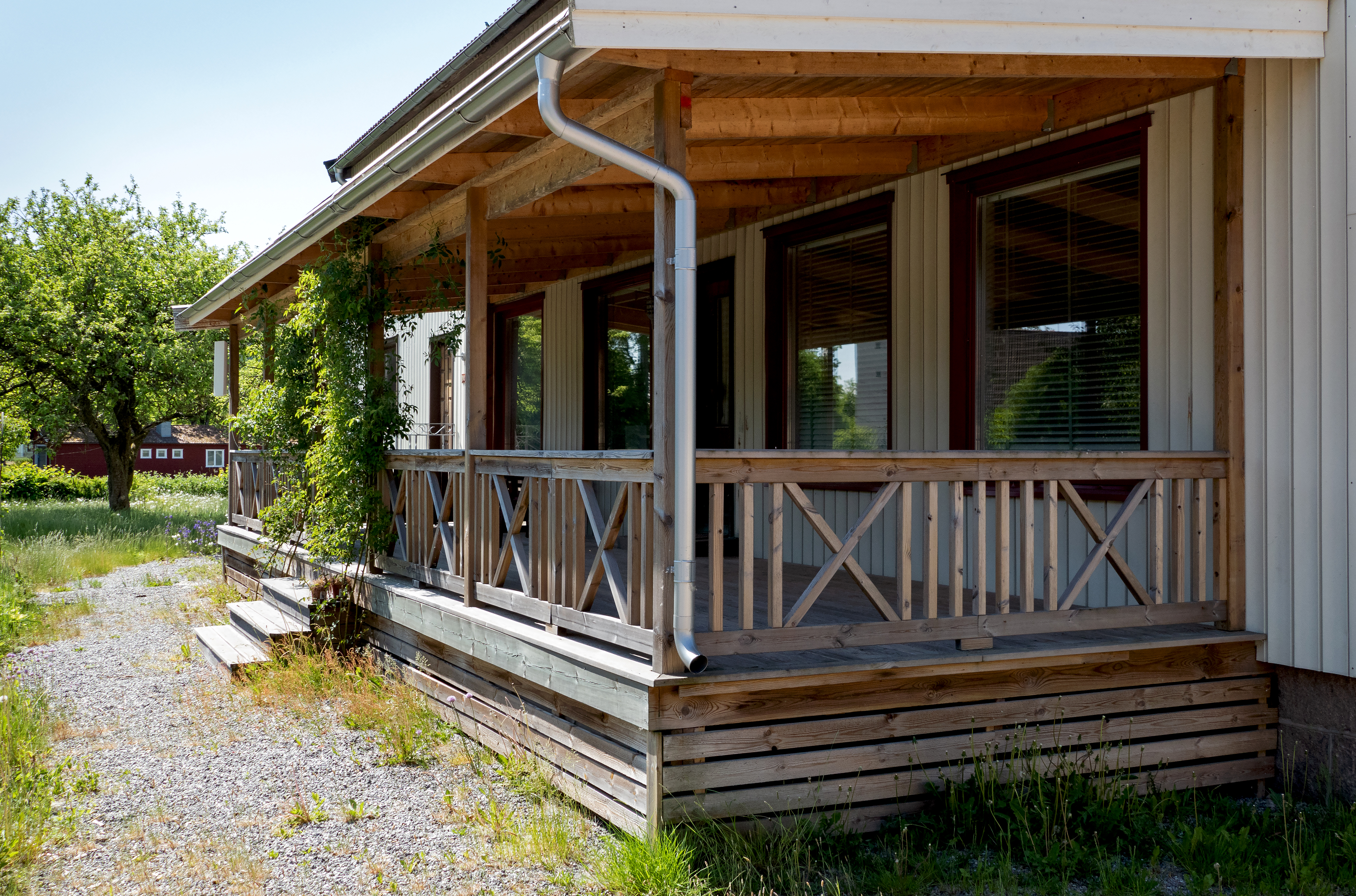
En svensk farstukvist

Farstukvist, förstukvist eller farstubro, förr även kallat bislag, är ett förbygge framför ytterdörren, en typ av oglasad veranda eller svale som yttertrappan leder upp till. En farstukvist är alltid försedd med tak och golv men har ofta bara räcken istället för väggar. Farstukvisten kan vara försedd med bänkar och snickarglädje. Farstukvist och förstukvist är den vanligaste benämningen i mellersta Sverige, medan  farstubro är vanligare i norra Sverige (på grund av att yttertrappa där ofta kallas "bro"). På vissa platser i norra Sverige har de två uttrycken slagits ihop till brokvist. Bro kan för övrigt betyda yttertrapp, utan överbyggnad. Bislag är även bänkar i anslutning till ingången, även dessa utan någon överbyggnad.
Gränsen mellan vad som ska betraktas som veranda och farstukvist är flytande, men en farstukvist finns alltid framför husets huvudentré, medan en veranda kan finnas på husets baksida.